# Nœuds lymphatiques cœliaques
Les nœuds lymphatiques cœliaques (ou ganglions lymphatiques cœliaques) sont associés aux branches de l'artère cœliaque. D'autres nœuds lymphatiques de l'abdomen sont associés aux artères mésentériques supérieure et inférieure. Les ganglions lymphatiques cœliaques sont regroupés en trois ensembles : les ganglions lymphatiques gastrique, hépatique et splénique. 

## Images supplémentaires

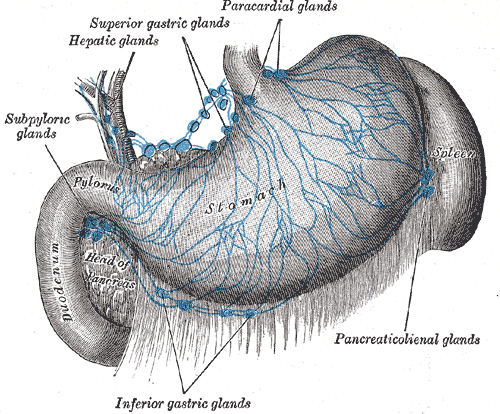
Lymphatiques de l'estomac
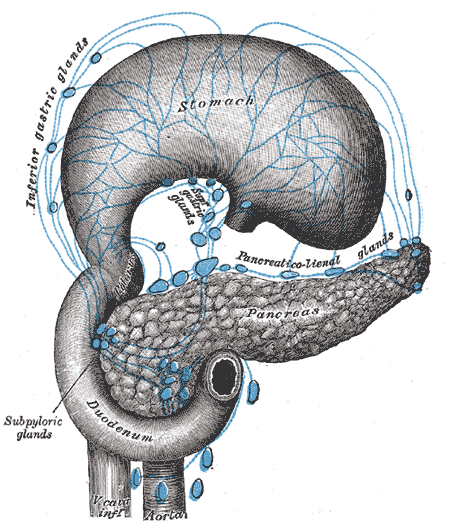
Lymphatiques de l'estomac, retourné à l'envers
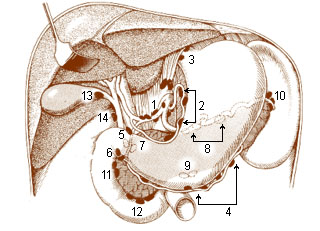
Ganglions lymphatiques de la cavité abdominale